# George Joseph Donnelly
George Joseph Donnelly (* 23. April 1889 in Maplewood, Minnesota; † 13. Dezember 1950) war ein US-amerikanischer Geistlicher und Bischof von Kansas City.

## Leben
Donnelly empfing am 12. Juni 1921 das Sakrament der Priesterweihe für das Erzbistum Saint Louis.
Papst Pius XII. ernannte ihn am 19. März 1940 zum Weihbischof in Saint Louis und Titularbischof von Coela. Die Bischofsweihe empfing er am 23. April desselben Jahres durch den Erzbischof von Saint Louis, John Joseph Glennon. Mitkonsekratoren waren Christian Hermann Winkelmann, Bischof von Wichita, und Paul Clarence Schulte, Bischof von Leavenworth.
Am 9. November 1946 wurde er zum Bischof von Leavenworth ernannt. Nach der Umbenennung seines Bistums am 10. Mai 1947 war er Bischof von Kansas City in Kansas.